# Copru
Copru – wieś w Rumunii, w okręgu Kluż, w gminie Cătina. W 2011 roku liczyła 127 mieszkańców.